# Mohamed Jama
Mohamad Jama, somalski je majstor borilačkih vještina s nizozemskim državljanstvom, svjetski prvak u tajlandskom boksu i svjetski i europski prvak u kickboksu.
U tajlandskom se boksu bori na poluprofesionalnoj razini. Sudjelovao je na Svjetskom kupu 2009., gdje je i osvojio naslov u svojoj težinskoj kategoriji, ali ga nije uspio obraniti 2010. godine izgubivši od Daniela Zahre s Malte.
Europski i svjetski nasov osvojio je i u kickboksu.